# Leptolarthra cubiceps
Leptolarthra cubiceps är en stekelart som först beskrevs av Gottlieb Wilhelm Bischoff 1932.  Leptolarthra cubiceps ingår i släktet Leptolarthra och familjen bracksteklar. Inga underarter finns listade i Catalogue of Life.